# Arquitectura empeltada
Arquitectura empeltada és l'arquitectura basada en la fusió harmònica d'elements originals existents en una construcció o en un edifici amb elements nous que s'hi volen inserir. De la mateixa manera que en botànica empeltar consisteix a sumar una part d'una planta (tija, tronc, branca, etc.) a una altra de plantada, a fi que el conjunt es comporti com una sola planta, en aquesta concepció de l'arquitectura es fa servir figuradament aquesta noció per a destacar que un edifici existent es beneficia —s'empelta— d'una nova proposta per a originar un edifici renovat que conserva els punts forts dels components originals i s'enriqueix amb la incorporació harmònica de les noves propostes, com si el mateix edifici aprofités la saba antiga per al creixement conjunt d'un nou edifici.

## A Catalunya

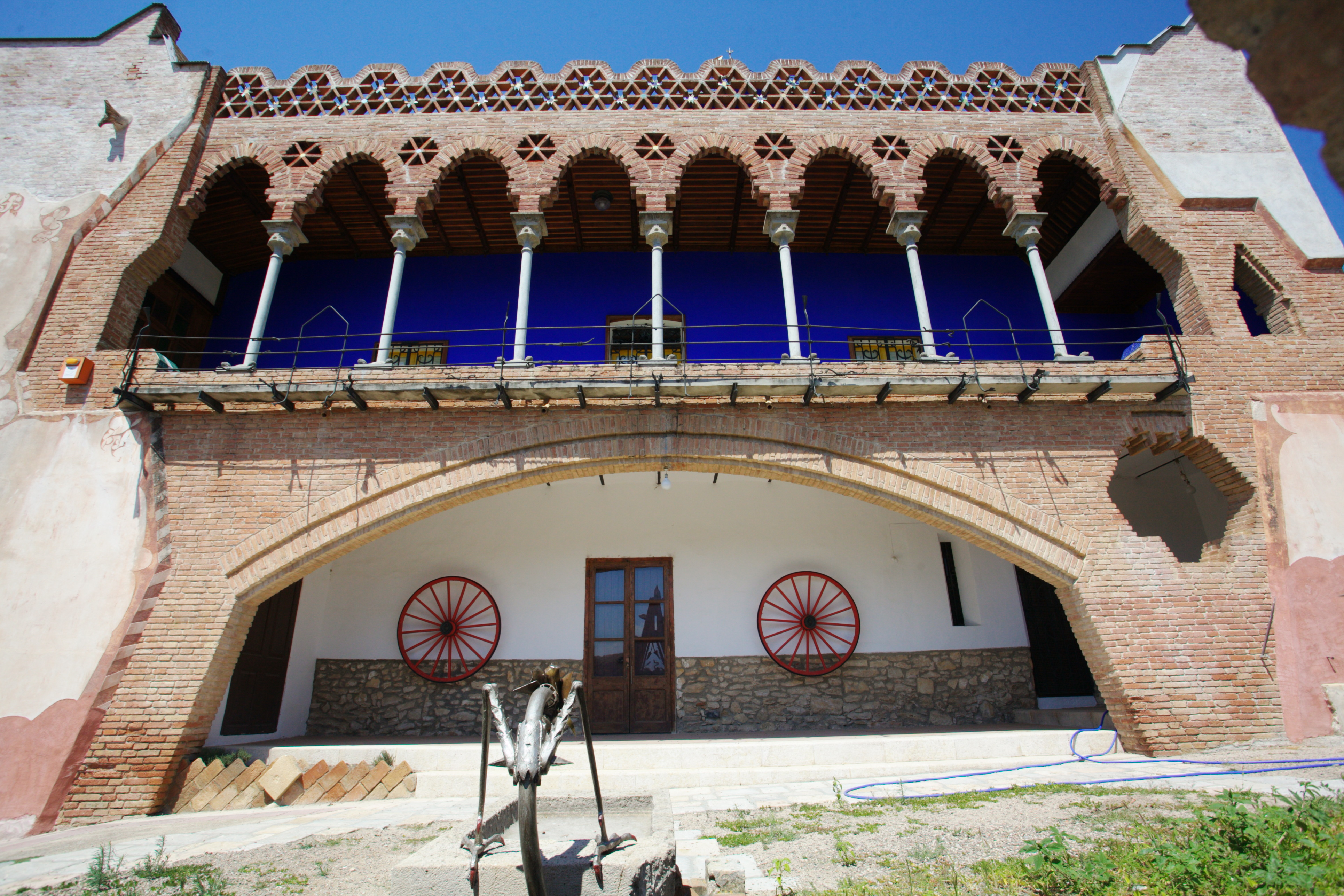
Casa Bofarull de Josep Maria Jujol

A Catalunya es troben molts exemples d'arquitectura on es fusionen elements de diferents èpoques i estils. Un exemple és la Casa Bofarull de l'arquitecte català Josep Maria Jujol, que a més ha estat un dels edificis seleccionats per il·lustrar aquest concepte a la 14a Biennal d'Arquitectura de Venècia amb el projecte "Arquitectures Empeltades / Grafting Architecture".